# Dennis Obeng
Dennis Obeng (Oslo, 1º agosto 1988) è un giocatore di calcio a 5 e calciatore norvegese, pivot del Grorud e attaccante del Gøy-Nor.

## Carriera
Obeng gioca per il Grorud, con cui ha vinto la Futsal Cup 2013-2014 ed il campionato 2014-2015. È stato convocato per la prima volta nella Nazionale di calcio a 5 norvegese in data 11 settembre 2014, in vista di due sfide amichevoli contro l'Italia. Il 16 settembre ha giocato la prima delle due sfide, terminata sul punteggio di 2-2.
Per quanto concerne l'attività nel calcio, Obeng ha giocato nelle giovanili dell'Høybr/Stovn ed in quelle del Vålerenga, dal 2006 al 2007. A novembre 2007, Obeng ha giocato una partita amichevole per gli inglesi dell'Halifax Town, vinta per 2-0 contro il Chesterfield anche grazie ad una sua rete. Il giocatore avrebbe infatti lasciato il Vålerenga in scadenza di contratto ed era alla ricerca di una nuova squadra.
Nel 2008, Obeng è stato ingaggiato dal Tønsberg, formazione per cui ha giocato 15 partite nella 2. divisjon 2008 senza mai andare a segno. L'anno seguente si è trasferito al Lørenskog, dove è rimasto fino al 2013. Nel 2014 è passato al KFUM Oslo.
Proprio con quest'ultima squadra, in data 17 ottobre 2015 ha ufficialmente conquistato la promozione in 1. divisjon con una giornata d'anticipo sul termine del campionato. Il 23 ottobre 2016, a seguito della sconfitta esterna per 1-0 contro il Mjøndalen, la squadra è retrocessa in 2. divisjon con una giornata d'anticipo sulla fine del campionato. Obeng ha lasciato il KFUM Oslo alla fine di quella stessa stagione.
Per il campionato 2017 è passato al Gøy-Nor.

## Statistiche

### Presenze e reti nei club
Statistiche aggiornate al 30 aprile 2017.
| Stagione         | Club             | Campionato       | Campionato | Campionato | Coppe nazionali | Coppe nazionali | Coppe nazionali | Coppe continentali | Coppe continentali | Coppe continentali | Supercoppe | Supercoppe | Supercoppe | Totale | Totale |
| Stagione         | Club             | Comp             | Pres       | Reti       | Comp            | Pres            | Reti            | Comp               | Pres               | Reti               | Comp       | Pres       | Reti       | Pres   | Reti   |
| ---------------- | ---------------- | ---------------- | ---------- | ---------- | --------------- | --------------- | --------------- | ------------------ | ------------------ | ------------------ | ---------- | ---------- | ---------- | ------ | ------ |
| 2008             | Tønsberg         | 2D               | ?          | ?          | CN              | ?               | ?               | -                  | -                  | -                  | -          | -          | -          | ?      | ?      |
| 2009             | Lørenskog        | 2D               | ?          | ?          | CN              | ?               | ?               | -                  | -                  | -                  | -          | -          | -          | ?      | ?      |
| 2010             | Lørenskog        | 2D               | ?          | ?          | CN              | ?               | ?               | -                  | -                  | -                  | -          | -          | -          | ?      | ?      |
| 2011             | Lørenskog        | 2D               | ?          | ?          | CN              | ?               | ?               | -                  | -                  | -                  | -          | -          | -          | ?      | ?      |
| 2012             | Lørenskog        | 2D               | 16         | 7          | CN              | 2               | 1               | -                  | -                  | -                  | -          | -          | -          | 18     | 8      |
| 2013             | Lørenskog        | 2D               | 17         | 7          | CN              | 1               | 0               | -                  | -                  | -                  | -          | -          | -          | 18     | 7      |
| Totale Lørenskog | Totale Lørenskog | Totale Lørenskog | 33+        | 14+        |                 | 3+              | 1+              |                    | -                  | -                  |            | -          | -          | 36+    | 15+    |
| 2014             | KFUM Oslo        | 2D               | 19         | 12         | CN              | 1               | 0               | -                  | -                  | -                  | -          | -          | -          | 20     | 12     |
| 2015             | KFUM Oslo        | 2D               | 24         | 15         | CN              | 2               | 2               | -                  | -                  | -                  | -          | -          | -          | 26     | 17     |
| 2016             | KFUM Oslo        | 1D               | 22         | 4          | CN              | 3               | 1               | -                  | -                  | -                  | -          | -          | -          | 25     | 5      |
| Totale KFUM Oslo | Totale KFUM Oslo | Totale KFUM Oslo | 65         | 31         |                 | 6               | 3               |                    | -                  | -                  |            | -          | -          | 71     | 34     |
| 2017             | Gøy-Nor          | 4D               | 0          | 0          | -               | -               | -               | -                  | -                  | -                  | -          | -          | -          | 0      | 0      |
| Totale           | Totale           | Totale           | 98+        | 45+        |                 | 9+              | 4+              |                    | -                  | -                  |            | -          | -          | 107+   | 49+    |